# Neurociencia aplicada
La neurociencia aplicada es una disciplina que utiliza el conocimiento científico sobre el cerebro para potenciar la salud y el bienestar de las personas. La creación de sociedades de neurociencia aplicada es reciente (Society of Applied Neuroscience – 2006; Applied Neuroscience Foundation – 2007), aunque sus orígenes se remontan al siglo XIX, cuando neurólogos como el francés Paul Broca (1824-1880) y el inglés John Hughlings Jackson (1835-1911) trataban a pacientes con lesión cerebral o que sufrían ataques epilépticos.
La neurociencia aplicada tiene un carácter multidisciplinar, pues se basa en disciplinas como la psicología clínica, ciencia cognitiva, neurofisiología, ergonomía, física, ingeniería, robótica, inteligencia artificial o la bioinformática. La expansión de la neurociencia aplicada da lugar a nuevos campos, como la neuroeconomía, el neuromarketing y la neuroeducación, aunque los principales ámbitos de aplicación comprenden la clínica y el trabajo (Correa, 2008).

## Neurociencia en la clínica
En la clínica, las técnicas más modernas consisten en terapias génicas, neuroimplantes (implantación cerebral de chips con función de prótesis o de comunicación con otros dispositivos electrónicos), neuroestimulación, neurofeedback y la realidad virtual. Dentro de la neuroestimulación, destaca la técnica no invasiva de estimulación magnética transcraneal repetitiva, conocida por las siglas en inglés rTMS (Pascual-Leone, Davey, Rothwell, Wasserman, & Puri, 2002; Tormos, Catalá, & Pascual-Leone, 1999). La rTMS consiste en aplicar una serie repetida de pulsos magnéticos sobre la superficie del cráneo, los cuales alcanzan una estructura cerebral específica y modifican su funcionamiento de forma duradera. Mediante el neurofeedback, el terapeuta entrena al paciente para que éste aprenda a regular voluntariamente su propia actividad electroencefalográfica (EEG). 
Podemos hacer una clasificación atendiendo a los distintos grupos de enfermedades que trata la neurociencia:

## Las enfermedades neurodegenerativas
Constituyen un grupo de enfermedades que atacan al sistema nervioso. La Terapia Génica ha sido aplicada en humanos a dichas enfermedades. Esto se debe a que la mayor parte de los desórdenes que se presentan a nivel del tejido cerebral se muestran mediante pérdida neuronal; de ahí que para lograr la regeneración del tejido dañado sea el implante de células diferenciadoras de neuronas, la liberación de genes con función neuroprotectora y neurorestauradora o de enzimas cuya función se ve afectada como consecuencia de la pérdida neuronal. Se han llevado a cabo dos ensayos clínicos de Terapia Génica:

### In vivoen laenfermedad de Parkinson
Consistió en la liberación de la enzima ácido glutámico descarboxilasa, responsable de la síntesis del ácido γ-amino-butírico para aliviar los síntomas característicos de la enfermedad. Un mes después de la cirugía no había problemas de toxicidad, fiebre o disfunciones neurológicas adicionales. 
El tratamiento habitual de esta enfermedad es la administración oral de levodopa, fármaco que promueve la producción de la dopamina. Aunque se trata de una terapia muy eficaz, al cabo del tiempo acaba produciendo un efecto secundario grave conocido como disquinesias (movimientos involuntarios por una estimulación pursátil de las neuronas que producen la dopamina).
Se ha desarrollado una nueva terapia génica partiendo de la hipótesis de que inducir la síntesis continua de este neurotransmisor eliminaría las fluctuaciones que conducen a la aparición de disquinesias. Primeramente indujeron los síntomas del Parkinson a los monos con una neurotoxina.
Posteriormente introdujeron en los cerebros de los monos los tres genes clave para la síntesis de la dopamina mediante un vector viral. La terapia fue un éxito. La rigidez, los temblores y las posturas anómalas de los monos enfermos se redujeron y las disquinesias no aparecieron. Los científicos constataron que las células cerebrales de los monos habían producido la cantidad de dopamina que precisaban y de forma continua.

### Ex vivoen elAlzheimer
Se realizó la fase I de un estudio en el que se implantaron fibroblastos genéticamente modificados para liberar NGF en pacientes con la enfermedad. Tras transcurrir un tiempo de seguimiento no se detectaron efectos adversos asociados al procedimiento, mejororando la función cognitiva de los pacientes.
Sin embargo los investigadores en los casos de pacientes con esta enfermedad han desarrollado técnicas de análisis de la imagen cerebral que permiten detectar in vivo lesiones cerebrales muy tempranas en personas con alto riesgo de padecer Alzheimer. Los resultados suponen un salto importante en el diagnóstico precoz de la enfermedad.
- Técnicas de neuroimagen:: Se basan en la obtención de una imagen del sistema nervioso. Destacan por su uso prioritario los rayos X y la TAC (tomografía axial computarizada), basados en radiaciones electromagnéticas. la tomografía computarizada (TC) es el método neurorradiológico de mayor utilización, llegando a ser el primer examen diagnóstico que se realiza después de la historia clínica de la mayoría de pacientes con patología neurológica. Dada la facilidad de realización, la precisión diagnóstica y la ausencia de riesgo, ha desplazado a técnicas clásicas más agresivas. Generalmente, la TC se lleva a cabo con contraste intravenoso y sin éste, ya que la sustancia de contraste permite visualizar las zonas patológicas con mayor precisión. Han surgido nuevas técnicas que usan la Medicina Nuclear, basadas en la introducción de un isótopo radiactivo por inyección o inhalación para ver su distribución por el organismo, como la PET (Tomografía por emisión de positrones), y la SPECT (Tomografía por emisión de fotón único), que permiten obtener información funcional del sistema nervioso. La gammagrafía cerebral y la cisternografía isotópica usan el mismo método desde hace algo más tiempo.

## Neuroinmunología y Neurooncología

### Tratamiento de laesclerosis múltiplecon interferón alfa-2b recombinante (estudio piloto)
La Esclerosis Múltiple (EM) es una enfermedad inflamatoria-desmielinizante del Sistema Nervioso Central (SNC). Se caracteriza en el periodo agudo por la presencia de un infiltrado celular inflamatorio con ruptura de la barrera hematoencefálica. Si bien puede ocurrir remielinización en cualquier momento, la proliferación glial determina cicatrices. 
Sólo se dispone de tratamientos sintomáticos con el uso de esteroides, especialmente las altas dosis de metilprednisolona que acortan la duración e intensidad de las recaídas. Sin embargo, hasta la fecha, no existe tratamiento efectivo para modificar el curso de la enfermedad en la forma crónica progresiva, mientras que en la forma exacerbación-remisión (ER) recientemente se demostró que los interferones (IFN) pueden cambiar la historia natural de esta forma clínica. 
Los IFN son modificadores de la respuesta biológica con acciones antiproliferativa, antiviral e inmunomoduladora. Se ha demostrado que el IFN gamma o tipo II juega un papel patogénico en el desarrollo de la EM, mientras que esta acción es contrarrestada por los IFN tipo I, alfa y beta, que comparten el mismo receptor en la membrana celular y cierta homología estructural. 
Se ha demostrado que los IFN tipo I revierten muchas de las alteraciones inmunitarias del SNC que ocurren en la EM: 
- inhibición de la expresión de antígenos de histocompatibilidad de clase II inducida por IFN gamma
- inhibición de la activación de células T auxiliadoras
- disminución de la producción de IgG por las células plasmáticas
- aumento de la producción de IFN y de la actividad de células Natural Killer por los linfocitos de pacientes con EM
- disminución de la producción de IFN gamma inducida por antígenos MHC-II
- aumento de la actividad T-supresora, disminuida en la EM

Se han realizado numerosos ensayos clínicos con IFN en la EM. Dos preparaciones de IFN beta recombinante (el producido en bacterias y el glicosilado, producido en células de mamífero), han demostrado ser eficaces en la reducción de la frecuencia de las recaídas en la EM de curso exacerbación-remisión (EM-ER), así como en la disminución de la progresión de la incapacidad neurológica y en las lesiones observadas por imágenes de resonancia magnética nuclear (RMN). 
Estos resultados derivan de un estudio en nueve pacientes con lesiones características de la enfermedad mediante resonancia magnética y bandas oligoclonales (bandas de IgG) en el líquido cefalorraquídeo sin presentar alteraciones en las velocidades de conducción motora y sensitiva de las cuatro extremidades.
- Las bandas oligoclonales: son inmunoglobulinas que indican la presencia de una inflamación en el sistema nervioso central (SNC). La presencia de estas bandas puede ser un signo de esclerosis múltiple. La técnica que ha mostrado mayor sensibilidad para la determinación de la EM es el isoelectroenfoque seguido de inmunotinción.

## Alteraciones del sistema nervioso: retraso mental, conductas anormales...

### Evaluación citogenética con técnicas de bandeo G
En esta técnica se analizan los cromosomas en metafase (unas 450 bandas) empleándose como colorantes la tripsina y giemsa. De esta forma podemos observar los cromosomas con bandas claras y bandas oscuras, con lo que se pueden diferenciar los distintos pares de cromosomas. Mediante el bandeo se detectan anomalías cromosómicas: Numéricas (trisomías, monosomías...); estructurales (deleciones, duplicaciones, translocaciones...). Se trata de una técnica de rutina en la evaluación genética que permite efectuar el diagnóstico en 4-34,1% de los niños con retardo madurativo/retardo mental. Es una técnica sencilla y económica aunque con el inconveniente de que no detecta segmentos estructurales anómalos muy pequeños.

### Evaluación citogenética con técnicas de bandeo G y alta resolución
Analiza cromosomas en prometafase (igual o mayor de 600 bandas). Estos estudios son de utilidad para detección de deleciones y duplicaciones que pueden pasar desapercibidas con la técnica anterior. Los autores coinciden en que en los niños con mayor número de dismorfias y retardo mental más importante es más frecuente encontrar anomalías cromosómicas.

### FISH subtelomérico
El uso del método de análisis en regiones subteloméricas para la investigación etiológica del retardo mental está asoacido con el descubrimiento de que en dichas regiones hay una alta concentración de genes funcionantes que mediante arreglos producen anomalías clínicas.  La técnica consiste en el uso de multisondas de FISH (técnica múltiple FISH) para dichas regiones. Se describen porcentajes muy variables de detección de patologías subteloméricas en niños con retardo mental moderado-gave: 6,5-7,4% y del 0,5- 10,3% en los individuos con retardo mental leve.

### Hibridación genómica comparada (CGH) o microarray
Esta reciente técnica permite, mediante el uso de microchips de ADN (microarrays), la exploración simultánea de múltiples áreas del genoma o de cromosomas. comparar zonas específicas de ADN de dos diferentes genomas: del paciente y de un testigo (control) conocido. 
Esta técnica, que detecta anomalías con una resolución de aproximadamente 1Mb, diagnostica desbalances en el 14-20% de los retardos mentales idiopáticos.

### Técnicas descreening
Se trata de un sistema de microscopía epfluorescente automatizado para la adquisición de imagen y para su posterior análisis. Mediante marcadores bioquímicos, especialmente la alfa-fetoproteína (AFP), la beta-gonadotrofina coriónica (b-hCG), la Associated Plasma Protein A (PAPP-A) y el estriol no conjugado (UE) permite el <<screening>> no invasivo de las anomalías cromosómicas en pacientes de edad inferior a 35-38 años. 

## Trastornos psicóticos (bipolares)
Mediante las técnicas de neuroimagen se intentan encontrar alteraciones cerebrales que sean características de la esquizofrenia. Entre ellas podemos destacar la resonancia magnética y la tomografía computarizada por emisión de positrones (PET) y por emisión de fotón único (SPECT).
Existen además otros grupos de enfermedades asociadas al sistema nervioso que no se han tratado y numerosos campos de investigación para el desarrollo de nuevas técnicas aplicadas a la neurociencia: Técnicas en Genómica y Proteómica; Terapia celular; Diagnóstico Genético Preimplantacional (DGP);Técnicas de Magnetoencefalografía; etc.
Estas técnicas están produciendo resultados esperanzadores en el de enfermedades como las mencionadas y otros trastornos como son: la rehabilitación de lesiones cerebrales (Fregni & Pascual-Leone, 2007), epilepsia, dolor, trastornos del sueño, depresión, trastorno obsesivo-compulsivo y déficit de atención e hiperactividad (Butnik, 2005), etc. Además, la realidad virtual se está aplicando al tratamiento psicológico de trastornos por estrés postraumático, ansiedad y fobias. Esta consiste en introducir al paciente en un entorno virtual para exponerlo de forma gradual y repetida frente al objeto que le causa miedo (insectos, las alturas, los espacios abiertos, muchedumbre, etc.), con objeto de que el paciente acabe por desensibilizarse ante las situaciones que le inducían reacciones de ansiedad extrema.

## Neurociencia en el trabajo
En el ámbito laboral destaca la neuroergonomía (Parasuraman & Rizzo, 2007). La neuroergonomía pretende mejorar la interacción hombre-máquina mediante la aplicación del conocimiento sobre el cerebro. En neuroergonomía también se utiliza la realidad virtual, por ejemplo, para estudiar de forma segura cómo se comportarían los trabajadores en situaciones de peligro simuladas por ordenador (un incendio o una explosión en una fábrica), y para entrenar a los trabajadores en tareas complejas como el pilotaje de aviones y la telecirugía. Otra aplicación consiste en diseñar aparatos de vigilancia de la actividad psicofisiológica del trabajador (actividad muscular y cerebral, tasa cardíaca, sudoración, frecuencia de respiración y de parpadeo, etc.) para evitar estados de somnolencia, fatiga, distracciones o emociones negativas durante la ejecución de tareas peligrosas.

### Neurociencia en la arquitectura
Antecedentes generales
Siendo la neurociencia, la ciencia que se ocupa del sistema nervioso, ha surgido como apoyo del estudio complejo del hombre la neurociencia cognitiva haciendo una síntesis entre la psicología cognitiva, la neurociencia y la ciencia de la computación. “El objetivo de la neurociencia es comprender la mente: como percibimos, nos movemos, pensamos y recordamos” (SUTIL & PERAN, 2012). 
Establecer un equilibrio con nuestra mente y el espacio físico que habitamos mejora el bienestar del ser humano y facilita las funciones cognitivas, favoreciendo el diseño de espacios para la sanación, educación y creatividad es preciso aceptar la esencia histórica y encarnada de la existencia humana, la experiencia, la cognición y la memoria.
Fundamento científico
Los estudios de neurociencias y psicología ambiental han desarrollado descubrimientos entre la arquitectura y el estudio del cerebro, siendo pionero el neurocientífico Fred H. Gage del Instituto Salk para Estudios Biológicos, La Jolla, California que en 1998 junto a, Peter Eriksson del Hospital Universitario Sahlgrenska, Gotemburgo, Suecia, anunciaron el descubrimiento de que el cerebro humano es capaz de producir nuevas células nerviosas (neuronas) en la edad adulta y que esto se facilita con un entorno rico en estímulos.
A partir de esto la Academia de Neurociencias para la Arquitectura (ANFA ), fundada en el 2003 en San Diego, confía en que la ciencia del cerebro está en posibilidad de generar un desarrollo arquitectónico y su misión es promover las avances descubiertos de las líneas de la neurociencia al acercamiento del entendimiento de los estímulos humanos que provoca el edificio construido.
Relación con la arquitectura
El contexto arquitectónico da a la experiencia humana una estructura única y significada por medio de proyecciones fotogramáticas y horizontes específicos para la percepción y la comprensión de nuestra propia situación existencial. (Pallasma, 2013)
Recientes hallazgos en las complejidades del estudio del cerebro humano y de los sistemas nerviosos enfatizan la naturaleza innata multisensorial de nuestras existenciales experiencias arquitectónicas.
El quehacer de la arquitectura se ha convertido en un socio en el desarrollo de conocimientos y de comportamientos, cuya finalidad es crecer las capacidades de estar al servicio de la sociedad.
	La arquitectura siendo una disciplina socia, es importante conocer qué función tiene con respecto a otras disciplinas, particularmente con las neurociencias. La tarea de la arquitectura se extiende más allá de su materialidad, funcionalidad y dimensiones e incluso más allá de la estética, en la esfera mental y existencial de vivir.
Antonio Damasio neurólogo que estudia las bases neurobiológicas de la vida humana dice que “El cerebro puede actuar directamente sobre el objeto mismo que está percibiendo. Lo puede hacer modificando el estado del objeto, o alterando la transmisión de señales de este.”
La percepción del espacio arquitectónico como favorable o desfavorable en las emociones o comportamientos, está influenciada por experiencias y pensamiento individuales, así como por las carteristas de diseño en el espacio.                       
Investigadores
Algunos investigadores comentan que: “Se trata de considerar cómo cada aspecto de un entorno arquitectónico podría influir sobre determinados procesos cerebrales, como los que tienen que ver con el estrés, la emoción y la memoria”, Eve Edelstein, Ph.D., profesora, neuróloga y arquitecta.
John Zeisel, indaga en el campo de la neurociencia para describir el impacto de los edificios y de los espacios en nuestras vidas. Se trata de “conocernos por dentro, para lograr concebir edificios y espacios en consonancia con nuestro bienestar no sólo físico, sino también mental”.
La neurociencia se asocia con la psicofísica, aquella que estudia el comportamiento y las reacciones a los diferentes espacios, de una manera pragmática, estímulo-respuesta también con la psicología ambiental, diseño biofilio y parte de otras tantas.
“Ciertamente tenemos restos similares en nuestra constitución mental, de nuestra historicidad biológica y cultural; un aspecto de tales profundamente memoria oculta fue señalada por Sigmund Freud y Carl G Jung , a saber, de arquetipos. Jung define arquetipos dinámicamente como ciertas tendencias de imágenes distintas a evocar ciertos tipos de asociaciones y sentimientos.” (Pallasma, 2013)
Investigaciones
Meredith Bnasiak arquitecta investigadora adjunta ANFA (Academy of Neuroscience for Architecture) docente de la Universidad de Colorado en un seminario de posgrado sobre “Diseño con el cerebro en mente”,  que se encargan de examinar las conexiones entre la ciencia cognitiva y nuestro medio ambiente.
Dentro de sus investigaciones junto al Dr. Layne Kalbfleisch, neurocientífico cognitivo y director de KIDLAB en el Instituto Krasnow, La Universidad de George Mason, realizaron un examen de los efectos de escala sobre la cognición en los niños y el envejecimiento de la población, y el papel de los estímulos visuales en la resolución de problemas.
Eve Edelstein doctora en neurofisiología trabajando con el profesor Eduardo Macagno y el Instituto de California de las Telecomunicaciones y Tecnologías de la Información (Calit2), el equipo ha desarrollado sistemas síncronos para explorar el cuerpo humano y el cerebro de respuesta a diseñar mientras se está inmerso en plena escala, proyecciones tridimensionales de un edificio dentro de una realidad virtual “CAVE”.
Con una dádiva investigación de HMC Architects, crearon el software novedoso que permite a los arquitectos a experimentar inmediatamente y evaluar los cambios de diseño en el que múltiples hipótesis de diseño se puedan probar. El equipo desarrollo sistemas EEG remotos para rastrear la navegación y la atención visual, el seguimiento de como una persona reacciona a las señales de hallar caminos específicos y características arquitectónica.
REFERENCIAS
DAMASIO, A. (2006). En busca de Spinza. Neurobiología de la emoción y los sentimientos. Barcelona: (Traducción castellana de Joandomenec) Editorial Crítica.
ERIKSSON, S. P., PERFILIEVA, E., BJORK-ERIKSSON, T., ALBORON, A.-M., NORDBORG, C., PETERSON, D., y otros. (1998). Neurogenesis inthe adult human hippocampus. Nature Medicine.
SUTIL, L., & PERAN, J. L. (2012). Neuroarquitetura y comportamiento del consumidor: una propuesta de modelo de diseño. Universidad Rey Juan Carlos, Barcelona.
BELL, P., GREENE, T. C., FISHER, J. D., & BAUM, A. (2001). Evironmental Psychology. Fifth edition.
Pallasmaa, Juhani, Mallgrave, Harry, and Arbib, Michael. Architecture and Neuroscience – a Tapio Wirkkala – Rut Bryk Design Reader. Espoo, Finland: Tapio Wirkkala Rut Bryk Foundation, 2013
http://www.anfarch.org/